# Myczkowski Potok
Myczkowski Potok – potok, lewostronny dopływ Sanu, a właściwie Jeziora Myczkowskiego. Jest ciekiem 3 rzędu o długości 9,731 km.
Potok wypływa na wysokości około 618 m w miejscowości Myczków i spływa w kierunku północno-wschodnim. Uchodzi do Jeziora Myczkowskiego jako jego lewy dopływ na wysokości 360 m, pomiędzy szczytami Berdo (577 m) i Plasza (505 m).
Potok płynie w Bieszczadach Zachodnich w Paśmie Łopiennika i Durnej. Zbocza doliny Myczkowskiego Potoku tworzą dwa grzbiety odchodzące od szczytu Wierchy. Dno doliny jest niemal całkowicie bezleśne, zajęte przez pola i zabudowania Myczkowa.